# Sputnik 8
Lo Sputnik 8 (Tyazheliy-Sputnik 5) identico nel disegno e costruzione allo Sputnik 7, era un lanciatore orbitale che portava in cima la sonda Venera 1, destinata all'esplorazione di Venere. Tutto il complesso pesava 6.481 kg, mentre la sonda Venera 1 pesava 643,5 kg. Fu lanciato il 12 febbraio 1961 dal cosmodromo di Baikonur.